# Jean-Baptiste Larrivé
Pour les articles homonymes, voir Larrivé.
Jean-Baptiste Larrivé né le 28 décembre 1875 à Lyon et mort dans la même ville le 20 mars 1928 est un sculpteur français.

## Biographie

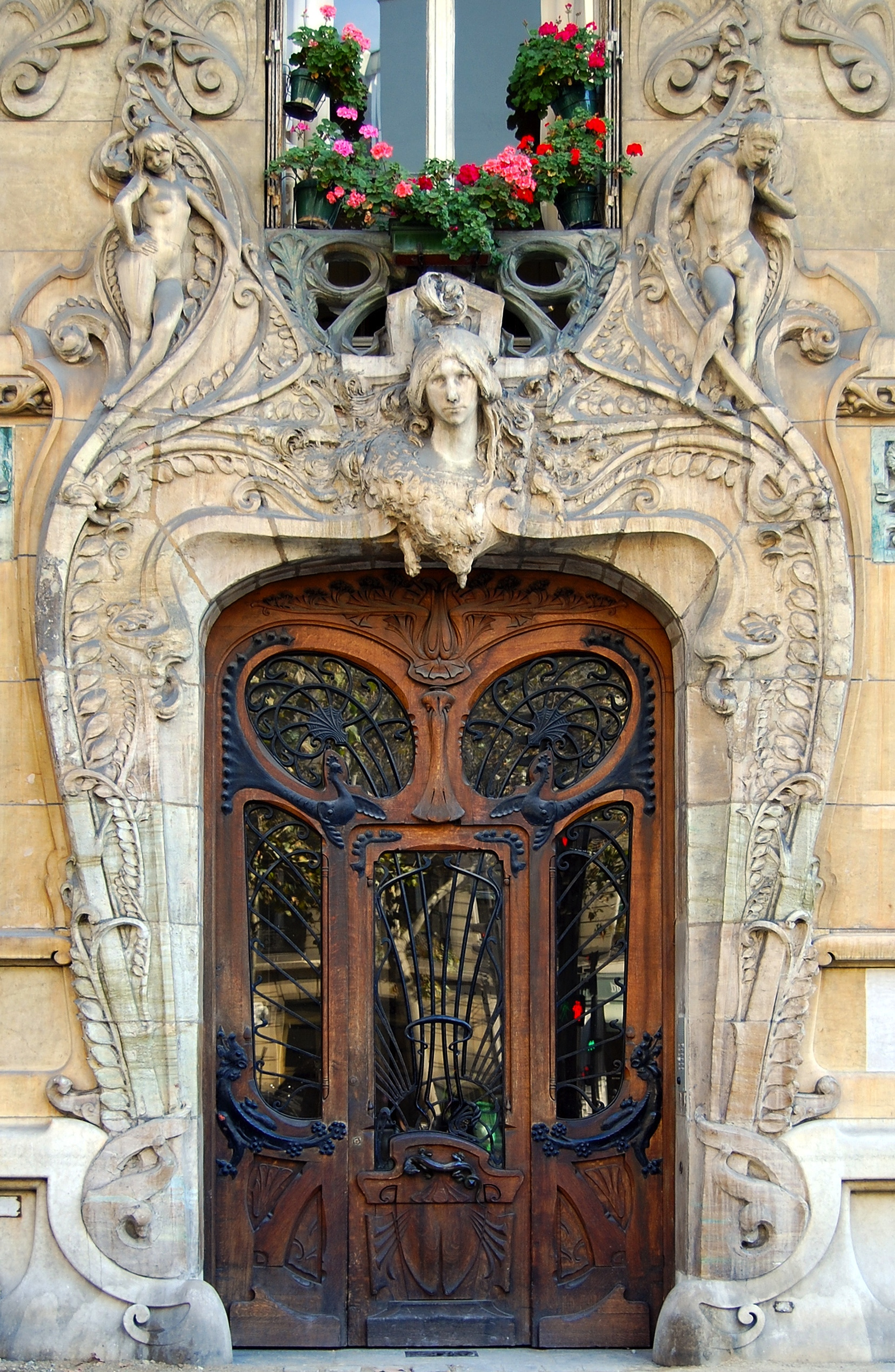
Façade de l’immeuble du 29, avenue Rapp à Paris. Architecture de Jules Lavirotte, sculpture de Jean-Baptiste Larrivé.

Jean-Baptiste Larrivé est élève à l’École des beaux-arts de Lyon de 1890 à 1896. En 1896-1897, il obtient le prix de Paris pour son œuvre Lycurgue présente l'héritier du trône aux Lacédémoniens. En 1897, il est admis à l'École des beaux-arts de Paris. Il concourt au prix de Rome de 1900, obtient en 1901 un premier second prix avant de remporter le premier grand prix de Rome de 1904 pour Saint Jean-Baptiste dans le désert. Cette œuvre témoigne de l'ascendance d'Auguste Rodin sur les travaux de jeunesse de ce sculpteur. De 1905 à 1910, il séjourne à Rome à la villa Médicis sous le directorat d'Eugène Guillaume.
Entre 1918 et 1919, l’artiste modèle une importante suite de bas-reliefs pour l'hôpital du Val-de-Grâce à Paris, dont La Vaccination atypique et Le Soldat aveugle sous les lauriers, avant de mettre un temps son talent au service de la réfection des visages défigurés des gueules cassées. Après sa démobilisation, Larrivé devient directeur de l’École des beaux-arts de Lyon, fonction qu’il assure jusqu’à sa mort.
Tout au long de sa carrière, il mène des projets en collaboration avec des architectes. En 1901, il conçoit avec le céramiste Alexandre Bigot le portail de style Art nouveau du 29, avenue Rapp, dans le 7e arrondissement de Paris, pour l'architecte Jules Lavirotte. À son retour à Lyon, il travaille pour de nombreux projets avec l'architecte Tony Garnier. Il réalise notamment de nombreux monuments aux morts avec lui.
L’artiste reçoit d’importantes commandes en collaboration avec l’architecte Louis-Jean Sainte-Marie Perrin et surtout son fils Antoine Sainte-Marie Perrin, qui fut condisciple de Larrivé à l’École des beaux-arts de Paris, notamment pour la basilique de Fourvière à Lyon.
Larrivé impulse à ses figures poésie et sensualité, qu’il s’agisse du Derviche tournant (bronze, localisation inconnue) du Fellah, sa femme et l’âne (bronze, localisation inconnue), de la Vierge au châle (bronze, localisation inconnue) ou encore de Jeanne d’Arc sur le bûcher (pierre, localisation inconnue) dont il isole le seul visage afin de saisir l’extase de la sainte dont les chairs se consument. Parmi les œuvres conservées dans les collections du musée des Beaux-Arts de Lyon, on relève en particulier — outre le Jeune Athlète — La Lutte de Jacob et de l’ange (1920, plâtre), les marmousets des Galeries Lafayette, dans les anciens Grands magasins des Cordeliers (Brumaire, Frimaire, Nivôse, Vendémiaire, 1928, plâtre), Tête de jeune garçon (bronze) ainsi que l’énigmatique et sensuel Masque de femme (bronze) acquis à la vente posthume de l’artiste en 1928.
Il est nommé chevalier de la Légion d'honneur en mai 1926.
Jean-Baptiste Larrivé est mort à Lyon le 20 mars 1928. Il y est enterré au cimetière de Loyasse.
Une rue de Lyon, dans le 3e arrondissement, porte son nom.

### L'enseignant
Jean-Baptiste Larrivé succède à Nicolas Sicard et devient directeur de l'École des beaux-arts après sa démobilisation. Il administre l'institution avec bienveillance et d'après Jules Armbruster, l'auteur des fresques de style antiques du patio de la villa Garnier à Saint-Rambert, il est paternel avec les élèves. Larrivé descend d'une famille de carrier de Montalieu, ce qui fait qu'il s'initie tôt à la taille de la pierre, qu'il travaille tout au long de sa carrière avec souplesse. Dès sa nomination en tant que directeur, il obtient la création d'un cours de taille directe, ce qui permet de former « des artistes capables d'exécuter eux-mêmes leurs travaux. » Pour lui, « un sculpteur [se doit de] connaître la mise au point au compas, qui permet d'apprendre par le volume. »
Ce cours de sculpture est créé par l'arrêté municipal du 16 juillet 1919. Larrivé écrit à Édouard Herriot, maire de Lyon de 1905 à 1940, que la création de ce cours est « absolument nécessaire, en même temps qu'elle permettra aux jeunes gens de se familiariser avec la partie technique de la profession qui présente le plus de difficultés, elle facilitera, à la sortie de l'École, les moyens de gagner leur vie. »
Larrivé est soucieux de la formation donnée aux étudiants mais encore plus de leur insertion professionnelle. Étant conscient des bouleversements qui interviennent dans l'exercice des professions artistiques, Larrivé ouvre l'École des beaux-arts aux besoins de l'industrie et du commerce, notamment en matière d'arts appliqués afin de favoriser de futures collaborations entre différents artistes. Il fait créer un cours supérieur de décoration en 1921 afin de développer l'étude des arts décoratifs, notamment avec des applications pratiques. « Les élèves sont amenés progressivement à tenir compte des nécessités imposées par telle matière et de la destination des divers objets dont ils ont à composer les cartons ». Il fait venir également en 1925 le peintre Costin Petresco, professeur à l'École des beaux-arts de Bucarest pour donner une suite de cours sur la fresque, ce qui permet de mettre « à disposition les moyens de reprendre cette tradition de la peinture murale qui peut donner lieu aux plus heureuses applications en un temps où le ciment est devenu la matière préférée de l'architecture. »
Ce souci de développer un enseignement artistique adapté aux réalités professionnelles plaît puisque le conseil d'administration de l'École mentionne dans un compte rendu en 1926 que « Monsieur Larrivé a rajeuni cet établissement par des méthodes libres et hardies, un sens plus profond des nécessités modernes. »

## Œuvre

### Collaborations artistiques
Larrivé travaille avec des architectes dans de nombreux projets. Le portail du 29, avenue Rapp, dans le 7e arrondissement de Paris, est la première collaboration qu'il conçoit avec un architecte de renom, Jules Lavirotte, pour Alexandre Bigot, dans un style Art nouveau.

#### Monuments aux morts

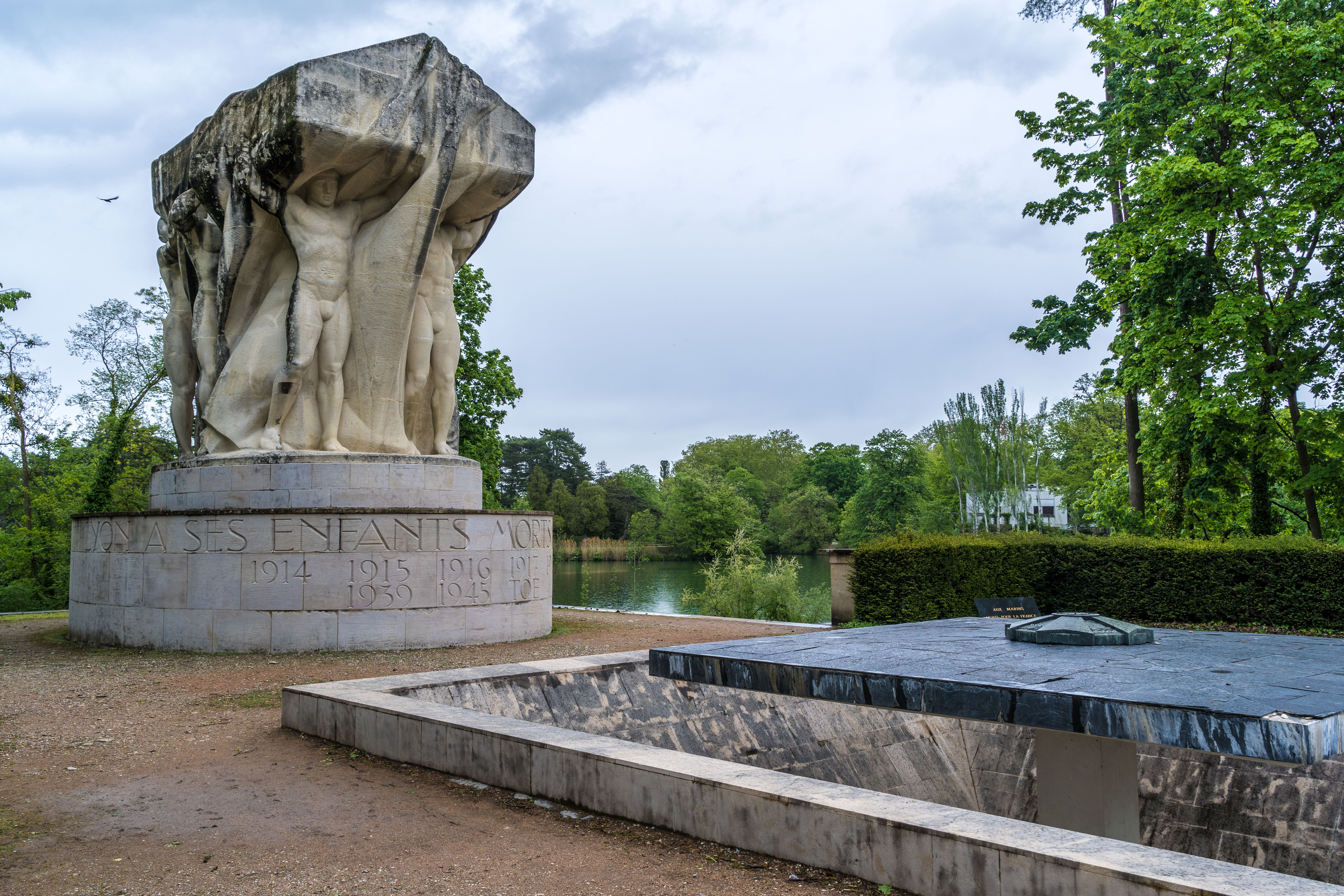
Cénotaphe réalisé par Larrivé pour le Monument aux morts de l'île du Souvenir, Lyon, parc de la Tête d'or.

Larrivé réalise de nombreuses parties sculptées pour des monuments aux morts, en collaboration avec des architectes, comme pour le Monument aux morts de Chabeuil, réalisé en collaboration avec les architectes Henri Joulie et Joseph Bissuel. Ce monument est inauguré le 21 décembre 1921 et inséré dans une porte médiévale. Larrivé en exécute un autre exemplaire pour la commune de Montalieu-Vercieu en Isère.
En 1920, la municipalité de Lyon organise un concours en vue de la construction d'un monument aux morts pour honorer le sacrifice des morts pour la France durant la Première Guerre mondiale. La seule contrainte imposée est de prévoir assez d'espace pour l'inscription de la liste des victimes. C'est le Monument aux morts de l'île du Souvenir proposé par Tony Garnier qui remporte le concours. Pour les sculptures, Larrivé travaille pour ce projet avec deux autres sculpteurs  qui se chargent des bas-reliefs : Louis Bertola conçoit Le Départ et La Guerre et Claude Grange La Paix et La Victoire, tandis que Larrivé conçoit le cénotaphe. Celui-ci est constitué d'une pièce principale représentant six porteurs d'une dalle funéraire enveloppée d'un linceul, donnant ainsi tout son sens à cette sculpture en hommage aux 10 600 Lyonnais morts au combat pour la France. À la suite du décès de Jean Larrivé, son frère Auguste achève le monument et prend la direction des parties sculptées.

#### Une relation majeure avec l'architecte Tony Garnier
Tony Garnier insère de nombreuses œuvres de Larrivé dans sa production graphique, à l'exemple de la Baigneuse assise qui fait l'objet d'un projet de fontaine dans Une cité industrielle (pl. 82) et qui figure sur une vue de la façade principale de l'hôtel de ville de Boulogne-Billancourt. Garnier possède les modèles des statues encadrant le buste d'Édouard Aynard : Apollon à la cithare et Pallas Athénée. Pour le buste Jeune romain (localisation inconnue), Garnier dessine le socle avec un équilibre formel d'une grande perfection, ce qui montre bien le lien fort entre Garnier et Larrivé.
L'Artiste se ceignant le front, conservé dans le jardin du musée des Beaux-Arts de Lyon, est identifiable sur plusieurs clichés photographiques et est plusieurs fois reproduit dans des dessins de l'architecte. L'œuvre originale en marbre, qui compte pour un des chefs-d'œuvre du sculpteur est exposé à la Royal Scottish Academy d'Édimbourg en 1911 et est acquise par la suite par la Scottish National Gallery of Modern Art.
Garnier commande à Larrivé une statue de sa femme, Baigneuse après le bain (Lyon, collection particulière) qu'il place dans le patio de sa villa au-dessus d'une fontaine, dans un dialogue avec l'Athlète se ceignant le front, situé à proximité immédiate. Larrivé modèle également d'autres sculptures pour la villa de l'architecte, comme Le Fellah, sa femme et l'âne, Le Derviche tournant et L'Éphèbe proconsulaire, toutes trois de localisation inconnue.

### Œuvres religieuses
Larrivé reçoit de nombreuses commandes notamment grâce à la collaboration avec les architectes Louis Sainte-Marie Perrin et son fils Antoine.
Larrivé se voit confier les décors de l'église du Saint-Sacrement à Lyon, et le retable de l'Annonciation de la basilique de Fourvière, qui ne sera exécuté qu'en 1922 par Louis Castex.
L'artiste sculpte deux groupes, L'Ange du silence et la Lutte de Jacob et de l'Ange, pour la tour nord, la tour de Force, qui sont mis en place en 1919. Le musée des Beaux-Arts de Lyon conserve une maquette de la Lutte de Jacob contre l'Ange. Cette maquette préparatoire présente quelques différences avec l'original : on voit mieux la main de Jacob tenant le caillou mais moins les ailes, alors que dans celle de Fourvière, le pennage des ailes prolonge les courbes des végétaux et l'aile gauche s'insère sous la tige du rinceau.

Œuvres de Jean-Baptiste Larrivé
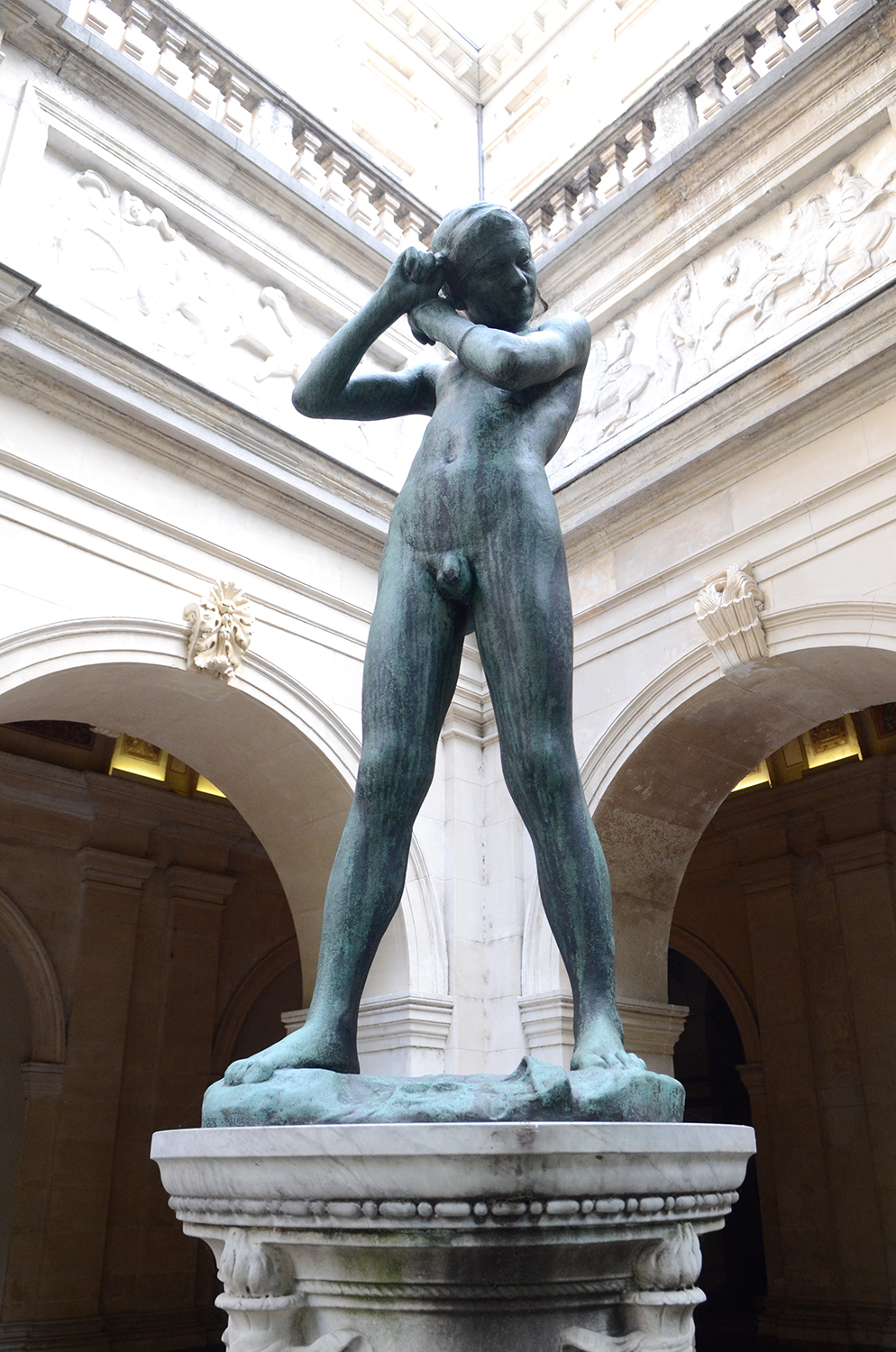
Jeune Athlète (1908), musée des Beaux-Arts de Lyon.
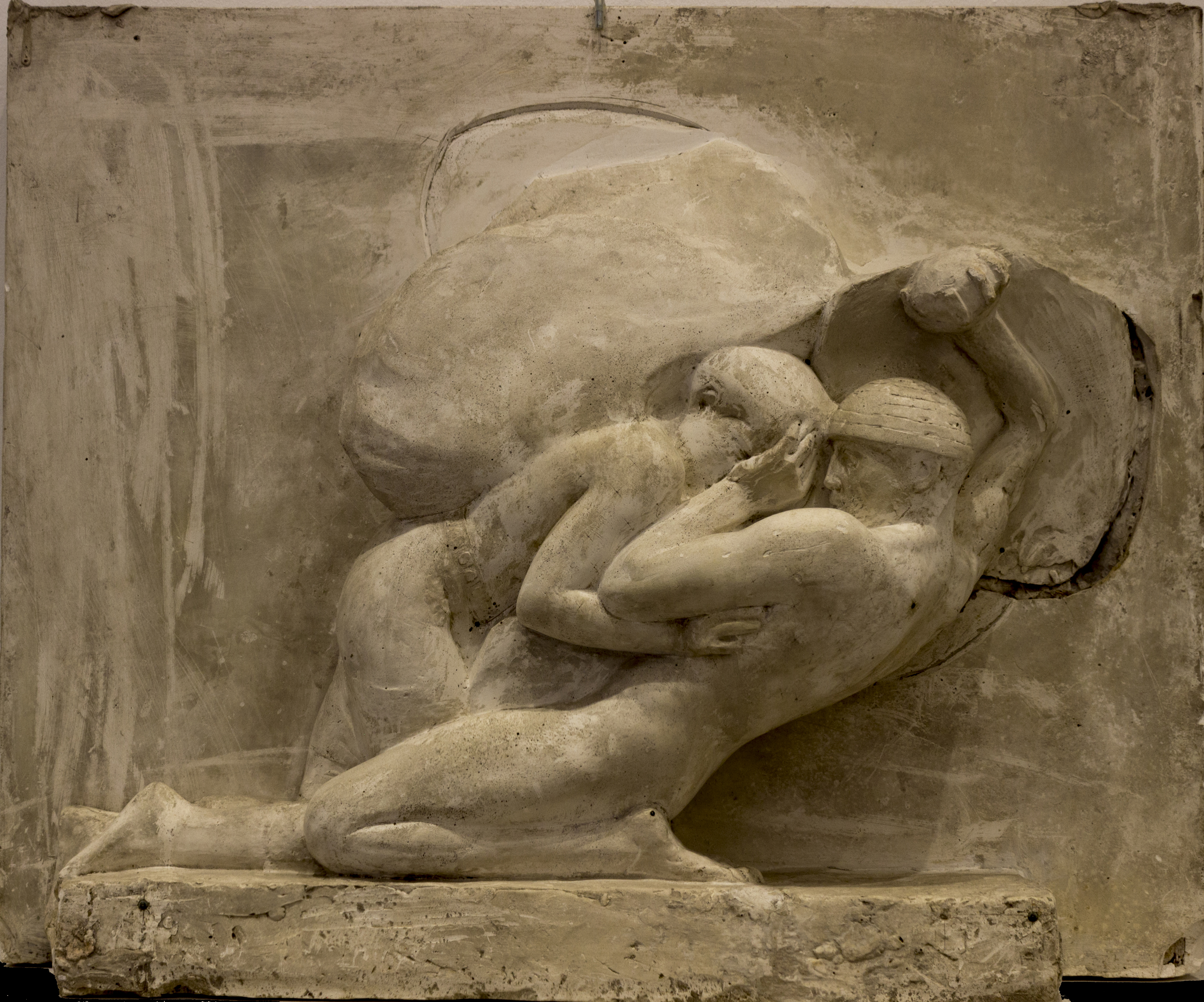
Maquette de la Lutte de Jacob et de l'Ange (vers 1920), stuc et plâtre, musée des Beaux-Arts de Lyon.
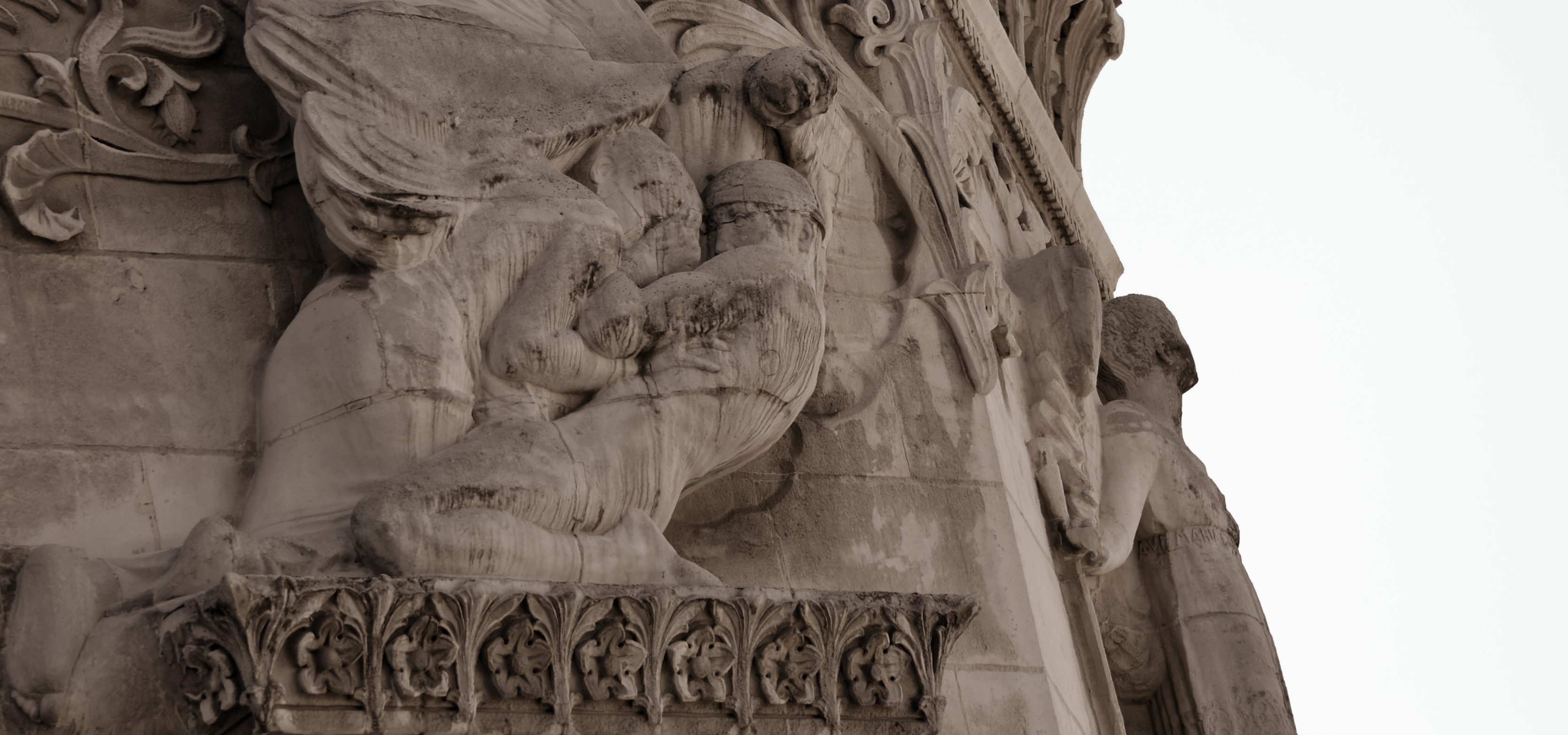
La Lutte de Jacob et de l'Ange (1920), tour nord-ouest de basilique Notre-Dame de Fourvière à Lyon.
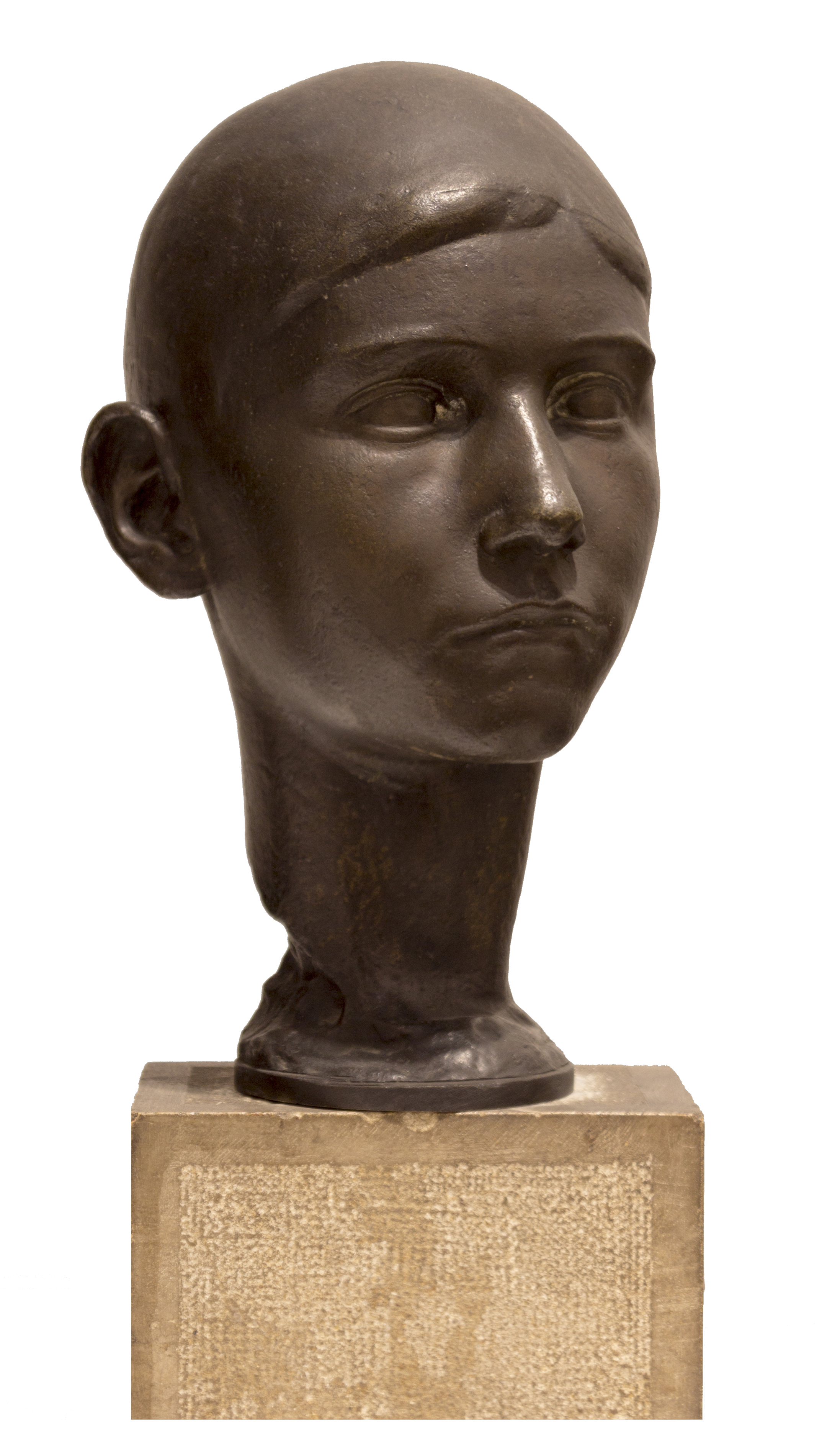
Tête de jeune garçon, musée des Beaux-Arts de Lyon.

### Œuvres
- Ars-sur-Formans : Statue de Sainte Philomène. La béatification de Jean-Marie Vianney, curé d’Ars, en 1905 et sa canonisation vingt ans plus tard sont l’occasion de travaux d’embellissement de l’église d'Ars-sur-Formans, dédiée à sainte Philomène, et l’exécution d’une nouvelle châsse. Les sculptures qui ornent les angles sont confiées aux plus grands sculpteurs lyonnais du moment : Louis Castex (Saint François Régis et Saint François d’Assise), Louis Prost (Saint Jean Baptiste et Saint Benoît Labre) et Larrivé pour Sainte Philomène.
- La Rochelle, cathédrale Saint-Louis : Sainte Jeanne d’Arc, statue en marbre ou albâtre. L'original en marbre est conservé dans la cathédrale Saint-Étienne de Bourges.
- Lyon :
  - basilique de Fourvière : statues de l’Ange à l’épée (tour nord-ouest) et l’Ange du silence (tour sud-ouest). Son projet de sculptures (Christ enseignant) pour la chaire, dessinée par Antoine Sainte-Marie Perrin, fut plusieurs fois modifié par la commission et il mourut avoir d’avoir achevé ce travail.
  - église Notre-Dame-Saint-Vincent : Le Curé d’Ars, statue en marbre. Le curé est figuré en train de donner la Sainte Communion, le ciboire dans la main gauche et la Sainte Eucharistie dans la main droite. Il est vêtu d’un costume liturgique des années 1920, époque à laquelle fut réalisée cette œuvre[14].
  - faculté de médecine : Monument à Mathieu Jaboulay, statue représentant le grand chirurgien lyonnais assis dans un fauteuil enseignant à la faculté de médecine[15]. La statue fut d’abord érigée dans le jardin de la faculté de médecine, puis déplacée dans le quartier de Grange Blanche[réf. nécessaire].
  - musée des Beaux-Arts :
    - Jeune Athlète, 1908, statue en bronze[16] ;
    - L’Exil d’Œdipe, 1902, plâtre[17] ;
    - Tête de jeune garçon, bronze.

  - place de la Bourse : Monument à Édouard Aynard, 1919, buste en marbre[18].
- Moûtiers : Fontaine, 1914, fontaine en marbre[19].
- Paris :
  - abbaye du Val-de-Grâce : Évacuation de blessés par voitures automobiles ; Débarquement de blessés par train sanitaire ; Intérieur de poste de secours en première ligne ; Arrivée de blessés dans une gare de triage…, ensemble de onze maquettes en plâtre[20].
  - 29, avenue Rapp, façade. Alors qu’il est étudiant à l’École des beaux-arts de Paris, Larrivé remporte un concours organisé par la Ville de Paris pour la décoration de la façade d’un immeuble conçu par l’architecte Jules Lavirotte, devenu une référence de l'architecture Art nouveau. Le modèle en plâtre est conservé au Minneapolis Institute of Arts[21],[22].
  - École nationale supérieure des beaux-arts : Saint Jean-Baptiste prêchant dans le désert, 1904, plâtre, prix de Rome en 1904[23].
- Port-Barcarès, hôtel de ville : Baigneuse assise, statue en marbre d’une femme nue assise au sol et essuyant son pied droit.

- Localisation inconnue :
  - Vierge et l’Enfant, 1913, statuette en marbre. En 1923, l'œuvre est attribuée à l'Office national du commerce extérieur[24].
  - Le Pape Pie X, buste monumental en bronze[réf. nécessaire].